# Прапор Новоборисівки
Пра́пор Новоборисівки — офіційний символ села Новоборисівка Одеської області, затверджений 16 травня 2023 року сесією Новоборисівської сільської ради.
Автор — А. Гречило.

## Опис прапора
Квадратне полотнище, яке складається з п'яти вертикальних смуг, від древка — зеленої, чорної, жовтої, чорної та синьої (співвідношення їхніх ширин рівне 10:1:10:1:10), посередині жовтої смуги дві зелені гілочки шипшини з листочками та з двома червоними плодами кожна.

## Зміст
Зелене поле символізує ліси, синє — водойми, а жовте — добробут та багатство, щедрі землі громади і сільське господарство. Дві тонкі чорні смуги означають залізницю, яка тут проходить. Гілки шипшини підкреслюють багаті місцеві природні ресурси, є символом миру, стійкого характеру та мужності, а чотири плоди уособлюють чотири сільради, які об'єдналися в нову територіальну громаду.